# Eurycope ovata
Eurycope ovata is een pissebed uit de familie Munnopsidae. De wetenschappelijke naam van de soort is voor het eerst geldig gepubliceerd in 1970 door Birstein.